# 二氧化鏷
二氧化鏷是一種無機化合物，由氧和鏷組成，化學式為PaO2，是黑色結晶，可由氫氣还原五氧化二鏷制得。由於最穩定的鏷231Pa半衰期為32760年二氧化鏷能被制備、保存。

## 制備
在氧氣中燃燒鏷能產生二氧化鏷：
Pa + O2 → PaO2